# Valldaura (métro de Barcelone)
Valldaura est une station de la ligne 3 du métro de Barcelone, en Espagne.

## Situation sur le réseau
Sur la ligne 3, la station est située entre Mundet, en direction de Zona Universitària et Canyelles, en direction de Trinitat Nova.
Elle possède deux voies et un quai central.

## Histoire
La station de la ligne 3 ouvre au public en 2001, à l'occasion de l'entrée en service d'un tronçon reliant Montbau à Canyelles.